# Langur dels Nilgiris
El langur dels Nilgiris (Semnopithecus johnii) és una espècie de primat de la família dels cercopitècids. És endèmic del sud-oest de l'Índia. El seu hàbitat natural són diferents tipus de boscos de la zona dels Ghats Occidentals, on viu a altituds d'entre 300 i 2.000 msnm. Està amenaçat per la caça, la mineria i la construcció d'infraestructures al seu hàbitat.
Fou anomenat en honor del missioner alemany Christoph Samuel John.